# Paul Muni

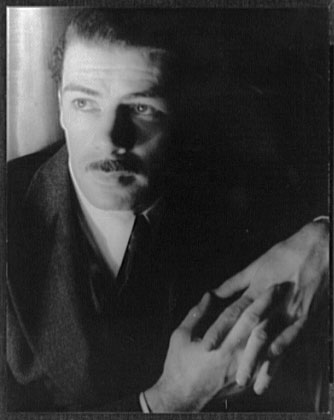
Paul Muni (fotografiert von Carl van Vechten, 1932)

Paul Muni (geboren 22. September 1895 in Lemberg, Galizien, Österreich-Ungarn, heute Lwiw, Ukraine, als Frederich Meshilem Meier Weisenfreund; gestorben 25. August 1967 in Montecito, Kalifornien) war ein US-amerikanischer Schauspieler. Er gewann 1937 den Oscar als bester Hauptdarsteller.

## Leben
Paul Muni war Sohn einer jüdischen Schauspielerfamilie, die in die Vereinigten Staaten ausgewandert war. Er wuchs in New York City und Cleveland auf und hatte bereits als Kind Auftritte gemeinsam mit seinen Eltern in jüdischen Theatern, wo er seine Schauspielausbildung erhielt. Bis 1926 trat er ausschließlich in jiddischen Theaterstücken auf.
Nach ersten Erfolgen am Broadway unterschrieb er 1928 einen Vertrag mit 20th Century Fox in Hollywood. Bereits sein erster Filmauftritt in The Valiant aus dem Jahr 1929 bescherte ihm seine erste Oscar-Nominierung für die beste Hauptrolle. Seine heute vielleicht bekannteste Darstellung bot er im Jahr 1932 im Gangsterklassiker Scarface von Howard Hawks. Im selben Jahr erhielt er große Anerkennung für seine Darstellung der Hauptrolle in dem Gefängnisfilm Jagd auf James A.

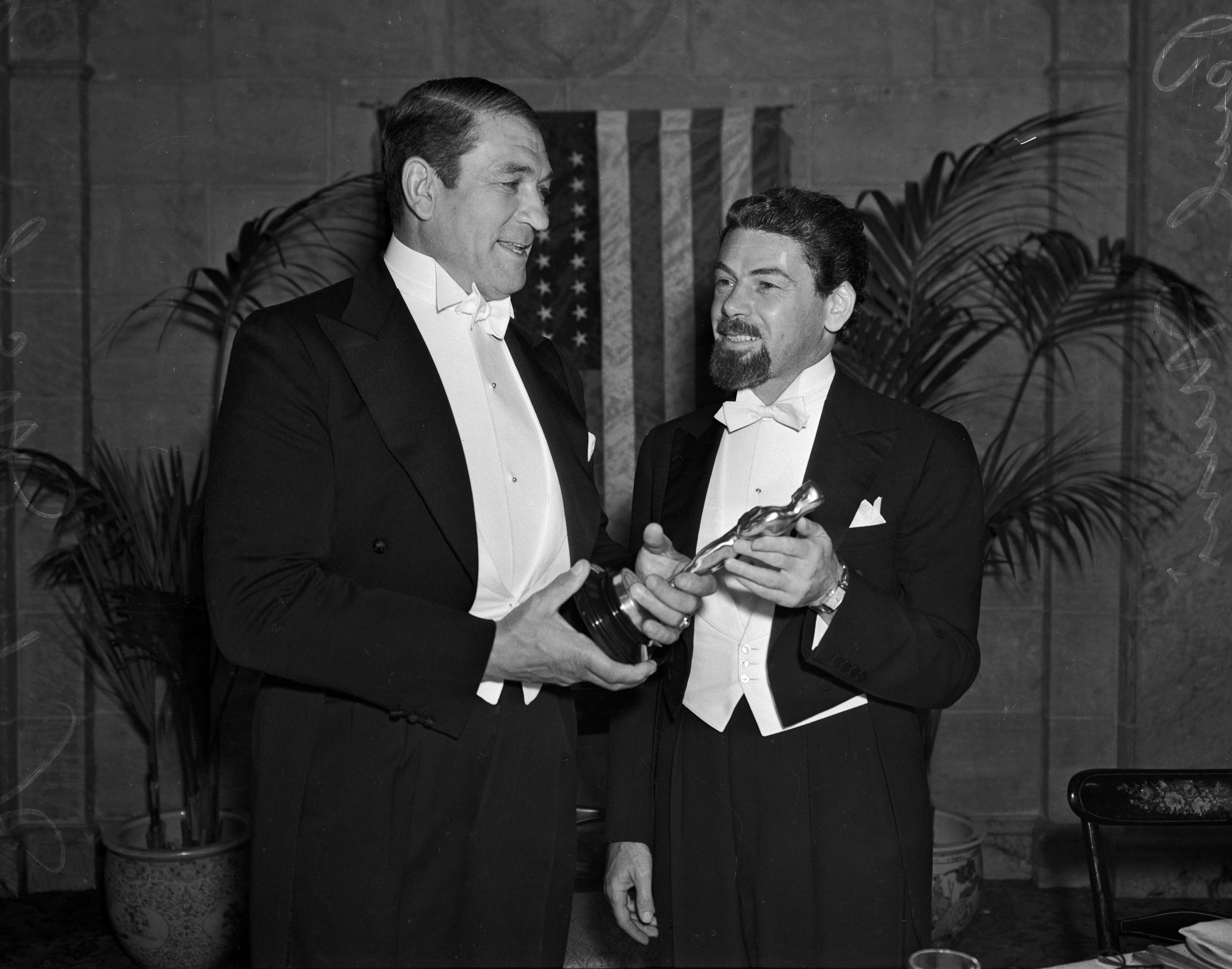
Muni (rechts) mit Victor McLaglen bei der 10. Oscarverleihung (1938)

Aufgrund einer Herzschwäche konnte Muni, der als herausragender Charakterdarsteller galt, im Laufe seiner Karriere nur in 22 Filmen auftreten. Dabei brachte er es allerdings auf fünf Oscar-Nominierungen, jeweils als bester Hauptdarsteller, da er in all seinen Filmen stets die Hauptrolle spielte. Er erhielt den Preis schließlich für seine Darstellung der Titelfigur in der Filmbiografie Louis Pasteur aus dem Jahr 1935 unter der Regie von William Dieterle. 
Paul Muni, der ab 1921 mit Bella Finkel verheiratet war, starb 1967 an seiner lebenslangen Herzschwäche zurückgezogen in Kalifornien. Er wurde auf dem Hollywood Forever Cemetery beigesetzt.

## Filmografie
- 1929: The Valiant
- 1929: Seven Faces
- 1932: Narbengesicht (Scarface)
- 1932: Jagd auf James A. (I Am a Fugitive from a Chain Gang)
- 1933: The World Changes
- 1934: Tag, Nellie! (Hi, Nellie!)
- 1935: Stadt an der Grenze (Bordertown)
- 1935: In blinder Wut (Black Fury)
- 1935: Dr. Socrates
- 1936: Louis Pasteur (The Story of Louis Pasteur)
- 1937: Die gute Erde (The Good Earth)
- 1937: The Woman I love
- 1937: Das Leben des Emile Zola (The Life of Emile Zola)
- 1939: Juarez
- 1939: Ihr seid nicht allein (We Are Not Alone)
- 1941: Trapper des hohen Nordens (Hudson’s Bay)
- 1942: Commandos Strike at Dawn
- 1945: Polonaise (A Song to Remember)
- 1945: Counter Attack
- 1946: Angel on My Shoulder
- 1951: Giacomo (Imbarco a mezzanotte)
- 1959: Der Zorn des Gerechten (The Last Angry Man)

## Auszeichnungen
- 1930: Oscar-Nominierung in der Kategorie Bester Hauptdarsteller für The Valiant
- 1934: Oscar-Nominierung in der Kategorie Bester Hauptdarsteller für Jagd auf James A.
- 1936: Oscar-Nominierung in der Kategorie Bester Hauptdarsteller für In blinder Wut
- 1937: Oscar in der Kategorie Bester Hauptdarsteller für Louis Pasteur
- 1938: Oscar-Nominierung in der Kategorie Bester Hauptdarsteller für Das Leben des Emile Zola
- 1960: Oscar-Nominierung in der Kategorie Bester Hauptdarsteller für Der Zorn des Gerechten